# Argythamnia moorei
Argythamnia moorei är en törelväxtart som beskrevs av John William Ingram. Argythamnia moorei ingår i släktet Argythamnia och familjen törelväxter. Inga underarter finns listade i Catalogue of Life.